# Structuralisme généralisé
Le structuralisme généralisé désigne, chez certains auteurs, un moment particulier de l'histoire du structuralisme survenu essentiellement en France, sur une quinzaine d'années entre la fin des années 1950 et le début des années 1970. Fortement inspiré par la linguistique saussurienne, il est distingué du structuralisme en général par son caractère transdisciplinaire de tendance formaliste, par son ambition à rassembler de nombreuses disciplines en une sémiologie entendue comme science générale des signes, et par son envahissement du champ politique, littéraire et médiatique bien au-delà des cercles universitaires. 
Il consiste à appréhender tout fait de société et en particulier le langage comme un ensemble formel de relations, sans prendre en considération le ou les contenus auxquels s'appliquent ces formes, suivant en cela la « coupure » saussurienne entre langage (système de signes existant pour son propre compte) et parole (utilisation de ce système par les individus). La critique littéraire a constitué une application privilégiée de ces principes. Postulant philosophiquement l'insignifiance des notions de sujet et d'histoire, le structuralisme généralisé a constitué un des temps forts de la contestation et de la pensée critique de l'après-guerre en France, indissociable des mouvements politiques et des transformations sociétales de grande ampleur de cette époque. Son succès aussi massif que rapide, culminant à la fin des années 1960, s'est organisé autour d'un petit nombre de personnalités-phares: Roland Barthes en littérature, Jacques Lacan en psychanalyse, Michel Foucault et Louis Althusser en philosophie. Les disparitions rapprochées de ces « quatre mousquetaires » entre 1980 et 1984 ont scellé le reflux déjà largement avancé du structuralisme généralisé, et le retour à un paradigme intellectuel subjectiviste et attaché à l'histoire.
Claude Lévi-Strauss, bien que son nom ait été longtemps et reste encore souvent associé à cette évolution du structuralisme, avait pris fermement ses distances dès la fin des années 1950 avec ce paradigme pour développer avec l'anthropologie structurale une conception complètement différente de la structure, mêlant indissociablement au contexte humain le système des relations étudiées, et cherchant à établir un modèle scientifique cognitiviste des différences observables dans l'ensemble des sociétés existantes.
L'individualisation du structuralisme généralisé au sein du structuralisme entendu globalement est une problématique historiographique complexe; elle est acceptée par la plupart des auteurs spécialisés,, mais contestée par d'autres . Certains auteurs retiennent la spécificité du structuralisme généralisé mais le qualifient de « sémiologique », de « formaliste », de « moment structuraliste » ou encore (chez Henri Lefebvre) de « panstructuralisme ».

### Ouvrages
- Johannes Angermuller (2015) : Why There Is No Poststructuralism in France. The Making of An Intellectual Generation. London: Bloomsbury.
- Johannes Angermuller (2013) : Le Champ de la Théorie. Essor et déclin du structuralisme en France. Paris: Hermann.
- François Dosse, Histoire du Structuralisme Tome I : le champ du signe, 1945-1966, Paris, La découverte, 1991 (réimpr. 2012), 550 p. (ISBN 978-2-7071-7465-9)
- François Dosse, Histoire du Structuralisme Tome II : le chant du cygne, 1967 à nos jours, Paris, La découverte, 1992 (réimpr. 2012) (ISBN 978-2-7071-7461-1)
- Marcel Hénaff, Claude Lévi-Strauss et l'anthropologie structurale, Paris, Belfond, coll. « Points Essais », 1991 (réimpr. 2011), 654 p. (ISBN 978-2-7578-1934-0, 2-7578-1934-8 et 2-7578-1934-8)
- Denis Bertholet, Claude Lévi-Strauss, Paris, Odile Jacob, mai 2008, 465 p. (ISBN 978-2-7381-2182-0)
- Claude Lévi-Strauss et Didier Eribon, De près et de loin, Paris, Odile Jacob, 1988

### Articles
- Jean-Louis Chiss, Michel Izard et Christian Puech, « structuralisme », Encyclopaedia Universalis,‎ 2015 (lire en ligne, consulté le 14 juillet 2015)
- Jean Petitot, « La généalogie morphologique du structuralisme », Critique, Paris, vol. 55, nos 621-21,‎ 1999, p. 97-122 (ISSN 0011-1600)
- Jacqueline Léon, « Historiographie du structuralisme généralisé. Etude comparative », Les dossiers de HEL (supplément électronique à la revue Histoire Epistémologie Langage), Paris, Société d’Histoire et d’Épistémologie des Sciences du Langage, vol. n°3,‎ 2013 (lire en ligne)
- Gérard Lenclud, « Claude Lévi-Strauss aujourd’hui », Études du CEFRES, Centre Français de recherche en sciences sociales, vol. n°12,‎ novembre 2008 (lire en ligne)